# جون بوتا (مغني)
جون بوتا (بالألمانية: Johan Botha)‏ هو مغني ومغني أوبرا نمساوي، ولد في 19 أغسطس 1965 في روستنبرغ في جنوب أفريقيا، وتوفي في 8 سبتمبر 2016 في فيينا في النمسا بسبب سرطان الكبد.

## وصلات خارجية
- الموقع الرسمي
- جون بوتا على موقع IMDb (الإنجليزية)
- جون بوتا على موقع مونزينجر (الألمانية)
- جون بوتا على موقع ميوزك برينز (الإنجليزية)
- جون بوتا على موقع ديسكوغز (الإنجليزية)
- جون بوتا على موقع قاعدة بيانات الفيلم (الإنجليزية)